# ICC World Test Championship 2023-2025
L'ICC World Test Championship 2023-25 è la terza edizione dell'ICC World Test Championship, un torneo di Test cricket per squadre nazionali. Si svolge dal 16 giugno 2023 al 15 giugno 2025. La finale si è disputata al Lord's Cricket Ground di Londra.
La Australia è la detentrice del titolo.

## Formato
Al torneo partecipano nove delle dodici nazionali aventi il test status. Ogni squadra partecipante ha affronta sei delle otto squadre avversarie in altrettante serie di Test match (tre serie in casa e tre in trasferta). Ogni serie può essere formata da un minimo di due ad un massimo di cinque Test. Ogni squadra disputa quindi da un minimo di 12 a un massimo di 22 incontri.

### Punti
Il sistema di punteggio è cambiato rispetto alla prima edizione. In ogni incontro sono in palio 12 punti, a prescindere dal numero di partite previste nella serie. La vittoria vale 12 punti, il pareggio 6, il draw 4, e la sconfitta 0. La squadra che al termine dell'incontro si trova al di sotto dell'over rate richiesto subisce la penalizzazione di un punto per ogni over in meno. Le squadre sono classificate in base alla percentuale di punti ottenuti rispetto a quelli in palio.
| Risultato | Punti ottenuti | Punti in palio | Percentuale di punti |
| --------- | -------------- | -------------- | -------------------- |
| Vittoria  | 12             | 12             | 100                  |
| Pareggio  | 6              | 12             | 50                   |
| Draw      | 4              | 12             | 33,33                |
| Sconfitta | 0              | 12             | 0                    |

| Incontri nella serie | Punti totali disponibili |
| -------------------- | ------------------------ |
| 2                    | 24                       |
| 3                    | 36                       |
| 4                    | 48                       |
| 5                    | 60                       |

## Partecipanti
Le squadre partecipanti erano le prime nove nazionali dell'ICC Test Championship:
- Australia
- Bangladesh
- Inghilterra
- India
- Nuova Zelanda
- Pakistan
- Sudafrica
- Sri Lanka
- Indie Occidentali

## Programma
Il programma del torneo prevede per ogni squadra tre serie in casa e tre in trasferta, per un totale di 27 serie e 69 partite.
| In casa / In trasferta | Australia (bandiera) | Bangladesh (bandiera) | Inghilterra (bandiera) | India (bandiera) | Nuova Zelanda (bandiera) | Pakistan (bandiera) | Sudafrica (bandiera) | Sri Lanka (bandiera) | Indie Occidentali (bandiera) |
| ---------------------- | -------------------- | --------------------- | ---------------------- | ---------------- | ------------------------ | ------------------- | -------------------- | -------------------- | ---------------------------- |
| Australia              | -                    | -                     | -                      | 5 partite        | -                        | 3 partite           | -                    | -                    | 2 partite                    |
| Bangladesh             | -                    | -                     | -                      | -                | 2 partite                | -                   | 2 partite            | 2 partite            | -                            |
| Inghilterra            | 5 partite            | -                     | -                      | -                | -                        | -                   | -                    | 3 partite            | 3 partite                    |
| India                  | -                    | 2 partite             | 5 partite              | -                | 3 partite                | -                   | -                    | -                    | -                            |
| Indie Occidentali      | -                    | 2 partite             | -                      | 2 partite        | -                        | -                   | 2 partite            | -                    | -                            |
| Nuova Zelanda          | 2 partite            | -                     | 3 partite              | -                | -                        | -                   | 2 partite            | -                    | -                            |
| Pakistan               | -                    | 2 partite             | 3 partite              | -                | -                        | -                   | -                    | -                    | 2 partite                    |
| Sri Lanka              | 2 partite            | -                     | -                      | -                | 2 partite                | 2 partite           | -                    | -                    | -                            |
| Sudafrica              | -                    | -                     | -                      | 2 partite        | -                        | 2 partite           | -                    | 2 partite            |                              |

## Risultati

### Classifica
| Pos. | Squadra           | Partite | Partite | Partite | Partite | Det. | PIP | Pt. | Pct.  |
| Pos. | Squadra           | G       | V       | P       | D       | Det. | PIP | Pt. | Pct.  |
| ---- | ----------------- | ------- | ------- | ------- | ------- | ---- | --- | --- | ----- |
| 1    | Sudafrica         | 12      | 8       | 3       | 1       | 0    | 144 | 100 | 69.44 |
| 2    | Australia         | 19      | 13      | 4       | 2       | 10   | 228 | 154 | 67.54 |
| 3    | India             | 19      | 9       | 8       | 2       | 2    | 228 | 114 | 50.00 |
| 4    | Nuova Zelanda     | 14      | 7       | 6       | 0       | 3    | 178 | 81  | 45.50 |
| 5    | Inghilterra       | 22      | 11      | 10      | 1       | 22   | 264 | 114 | 43.18 |
| 6    | Sri Lanka         | 12      | 5       | 7       | 0       | 0    | 156 | 60  | 38.46 |
| 7    | Bangladesh        | 12      | 4       | 8       | 0       | 3    | 144 | 45  | 31.25 |
| 8    | Indie Occidentali | 11      | 2       | 7       | 2       | 0    | 156 | 44  | 28.21 |
| 9    | Pakistan          | 13      | 5       | 8       | 0       | 13   | 168 | 47  | 27.98 |

- Qualificate per la finale

### Sommario tornei
| Torneo                                     | Data                       | Partite | Squadra casa      | Risultato | Squadra trasferta |
| ------------------------------------------ | -------------------------- | ------- | ----------------- | --------- | ----------------- |
| The Ashes 2023                             | luglio 2023                | 5       | Inghilterra       | 2-2       | Australia         |
| India nelle Indie Orientali 2023           | luglio 2023                | 2       | Indie Occidentali | 0-1       | India             |
| Pakistan in Sri Lanka 2023                 | luglio 2023                | 2       | Sri Lanka         | 0-2       | Pakistan          |
| Nuova Zelanda in Bangladesh 2023-2024      | novembre-dicembre 2023     | 2       | Bangladesh        | 1-1       | Nuova Zelanda     |
| Trofeo Benaud–Qadir 2023-2024              | dicembre 2023              | 3       | Australia         | 3-0       | Pakistan          |
| Trofeo Freedom 2023-2024                   | dicembre 2023-gennaio 2024 | 2       | Sudafrica         | 1-1       | India             |
| Trofeo Frank Worrell 2023-2024             | gennaio 2024               | 2       | Australia         | 1-1       | Indie Occidentali |
| Trofeo Anthony de Mello 2023-2024          | gennaio-marzo 2024         | 5       | India             | 4-1       | Inghilterra       |
| Tangiwai Shield 2023-2024                  | febbraio 2024              | 2       | Nuova Zelanda     | 2-0       | Sudafrica         |
| Trofeo trans-tasmano 2023-2024             | febbraio-marzo 2024        | 2       | Nuova Zelanda     | 2-0       | Australia         |
| Sri Lanka in Bangladesh 2023-2024          | marzo-aprile 2024          | 2       | Bangladesh        | 0-2       | Sri Lanka         |
| Trofeo Richards–Botham 2024                | luglio 2024                | 3       | Inghilterra       | 0-3       | Indie Occidentali |
| Trofeo Sir Vivian Richards 2024            | agosto 2024                | 2       | Indie Occidentali | 0-1       | Sudafrica         |
| Bangladesh in Pakistan 2024                | agosto 2024                | 2       | Pakistan          | 0-2       | Bangladesh        |
| Nuova Zelanda in Bangladesh 2024           | agosto-settembre 2024      | 3       | Inghilterra       | 2-1       | Sri Lanka         |
| Nuova Zelanda in Sri Lanka 2024-2025       | settembre 2024             | 2       | Sri Lanka         | 2-0       | Nuova Zelanda     |
| Trofeo Ganguly–Durjoy 2024-2025            | settembre-ottobre 2024     | 2       | India             | 2-0       | Bangladesh        |
| Inghilterra in Pakistan 2024-2025          | ottobre 2024               | 3       | Pakistan          | 2-1       | Inghilterra       |
| Nuova Zelanda in India 2024-2025           | ottobre-novembre 2024      | 3       | India             | 0-3       | Nuova Zelanda     |
| Sudafrica in Bangladesh 2024-2025          | ottobre-novembre 2024      | 2       | Bangladesh        | 0-2       | Sudafrica         |
| Trofeo Border–Gavaskar 2024-2025           | novembre 2024-gennaio 2025 | 5       | Australia         | 3-1       | India             |
| Bangladesh nelle Indie Orientali 2024-2025 | novembre-dicembre 2024     | 2       | Indie Occidentali | 1-1       | Bangladesh        |
| Sri Lanka in Sudafrica 2024-2025           | novembre-dicembre 2024     | 2       | Sudafrica         | 2-0       | Sri Lanka         |
| Inghilterra in Nuova Zelanda 2024-2025     | novembre-dicembre 2024     | 3       | Nuova Zelanda     | 1-2       | Inghilterra       |
| Pakistan in Sudafrica 2024-2025            | dicembre 2024-gennaio 2025 | 2       | Sudafrica         | 1-1       | Pakistan          |
| Indie Orientali in Pakistan 2024-2025      | gennaio 2025               | 2       | Pakistan          | 1-1       | Indie Occidentali |
| Trofeo Warne–Muralitharan 2024-2025        | gennaio-febbraio 2025      | 2       | Sri Lanka         | 0-2       | Australia         |

## Finale
| 12 giugno 2025 (D/N) Referto |

| Sudafrica        | v | Australia        |
| 212 (56.4 overs) |   | 138 (57.1 overs) |
| 282/5 (83.4)     |   | 207 (65.0)       |

- Sudafrica vince il sorteggio e decide di battere